# Saltopus
Saltopus là một chi dinosauriformes gồm một loài duy nhất là S. elginensis sống vào thời kỳ Trias muộn tại Scotland.